# Protodorvillea kefersteini
Protodorvillea kefersteini is een borstelworm uit de familie Dorvilleidae. Het lichaam van de worm bestaat uit een kop, een cilindrisch, gesegmenteerd lichaam en een staartstukje. De kop bestaat uit een klein conisch prostomium met twee ogen en een peristomium (gedeelte rond de mond), en draagt gepaarde aanhangsels (palpen en antennen).
Protodorvillea kefersteini werd in 1869 voor het eerst wetenschappelijk beschreven door McIntosh.